# Egil Iversen
Egil Iversen är en norsk orienterare som tog individuellt VM-brons 1985.